# 카이제곱 분포
카이제곱 분포(χ제곱分布, 영어: chi-squared distribution) 또는 χ2 분포는 {\displaystyle k}개의 서로 독립적인 표준정규 확률변수를 각각 제곱한 다음 합해서 얻어지는 분포이다. 이 때 {\displaystyle k}를 자유도라고 하며, 카이 제곱 분포의 매개변수가 된다. 카이 제곱 분포는 신뢰구간이나 가설검정 등의 모델에서 자주 등장한다.
카이 제곱 분포는 감마 분포의 특수한 형태로 감마 분포에서 {\displaystyle k=\nu /2}, {\displaystyle \theta =2}인 분포를 나타낸다.
{\displaystyle f(x;\,k)={\frac {1}{2^{k/2}\Gamma (k/2)}}\,x^{k/2-1}e^{-x/2}\,\mathbf {1} _{\{x\geq 0\}}}

## 정의
양의 정수 {\displaystyle k}가 주어졌다고 하고, {\displaystyle k}개의 독립적이고 표준정규분포를 따르는 확률변수 {\displaystyle X_{1},\cdots ,X_{k}}를 정의하자.
그렇다면 자유도 {\displaystyle k}의 카이 제곱 분포는 확률변수
{\displaystyle Q=\sum _{i=1}^{k}X_{i}^{2}}
의 분포이다. 즉, {\displaystyle Q\sim \chi _{k}^{2}}이다.

## 성질
카이 제곱 분포의 확률밀도함수는 다음과 같다.
{\displaystyle f(x;\,k)={\frac {1}{2^{k/2}\Gamma (k/2)}}\,x^{k/2-1}e^{-x/2}\,\mathbf {1} _{\{x\geq 0\}}}
여기에서 {\displaystyle \Gamma (k/2)}는 감마 함수이다.
누적분포함수는 다음과 같다.
{\displaystyle F(x;\,k)={\frac {\gamma (k/2,\,x/2)}{\Gamma (k/2)}}=P(k/2,\,x/2)}
여기에서 {\displaystyle \gamma (s,\ x)}는 하부 불완전 감마 함수이다.
비대칭도는 {\displaystyle {\sqrt {8/k}}}, 첨도는 {\displaystyle 12/k}이다. 따라서 {\displaystyle k}가 충분히 크지 않은 경우 카이 제곱 분포를 중심극한정리를 통해 곧바로 정규분포로 근사하는 것은 오차가 많이 발생한다. 그 대신, 다른 방식의 근사 방식이 제안되어 있다.
- 로널드 피셔는 {\displaystyle {\sqrt {2\chi _{k}^{2}}}}를 정규분포로 근사하는 방법을 제안했다. 이때 평균은 {\displaystyle {\sqrt {2k-1}}}, 분산은 1이 된다.
- {\displaystyle {\sqrt[{3}]{\chi _{k}^{2}/k}}}를 정규분포로 근사할 수 있다. 평균은 {\displaystyle 1-2/(9k)}, 분산은 {\displaystyle 2/(9k)}가 된다.

## 참고 문헌
1. ↑  M.A. Sanders. “Characteristic function of the central chi-square distribution” (PDF). 2011년 7월 15일에 원본 문서 (PDF)에서 보존된 문서. 2009년 3월 6일에 확인함.

## 같이 보기
- 카이제곱 검정
- t-분포